# Lomandra tropica
Lomandra tropica är en sparrisväxtart som beskrevs av Alma Theodora Lee. Lomandra tropica ingår i släktet Lomandra och familjen sparrisväxter. Inga underarter finns listade i Catalogue of Life.